# Ковалёвка (Ивано-Франковская область)
Ковалёвка (укр. Ковалівка) — село в Нижневербижской сельской общине Коломыйского района Ивано-Франковской области Украины.
Население по переписи 2001 года составляло 1155 человек. Занимает площадь 3,78 км². Почтовый индекс — 78293. Телефонный код — 03433.